# Ţowqī
Ţowqī (persiska: طوقی) är en ort i Iran.   Den ligger i provinsen Khorasan, i den nordöstra delen av landet, 700 km öster om huvudstaden Teheran. Ţowqī ligger 358 meter över havet och antalet invånare är 125.
Terrängen runt Ţowqī är platt åt sydost, men åt nordväst är den kuperad. Terrängen runt Ţowqī sluttar österut. Runt Ţowqī är det ganska glesbefolkat, med 28 invånare per kvadratkilometer. Närmaste större samhälle är Loţfābād, 12,2 km öster om Ţowqī. Trakten runt Ţowqī består i huvudsak av gräsmarker.